# Serie B 2023-2024 (pallamano maschile)
La Serie B 2023-2024 è stata la 52ª edizione del quarto ed ultimo livello del campionato italiano di pallamano maschile.

## Formula
Nella stagione 2023-24 la Serie B (pallamano maschile) è divisa in 9 aree territoriali che esprimeranno ulteriori promozioni.
Ogni girone appartiene ad un'Area di competenza della FIGH, che gestisce in autonomia i meccanismi per le promozioni:
- Area 1: al termine della stagione regolare la prima squadra classificata sarà promossa;
- Area 2: al termine della stagione regolare la prima squadra classificata sarà promossa;
- Area 3: al termine della stagione regolare la prima squadra classificata sarà promossa;
- Area 4: al termine della stagione regolare le prime quattro squadre classificate accedono ai playoff con la formula della Final Four: la squadra vincitrice della finale sarà promossa;
- Area 5: al termine della stagione regolare le prime quattro squadre classificate accedono ai playoff con la formula della Final Four: la squadra vincitrice della finale sarà promossa;
- Area 6: al termine della stagione regolare le prime quattro squadre classificate accedono alla seconda fase, un girone all'italiana con gare di sola andata: la squadra prima classificata al termine della seconda fase sarà promossa;
- Area 7: al termine della stagione regolare la prima squadra classificata sarà promossa;
- Area 8: al termine della stagione regolare la prima squadra classificata sarà promossa;
- Area 9: al termine della stagione regolare la prima squadra classificata sarà promossa;

## Gironi

### Area 1

#### Squadre partecipanti
| Squadra               | Città                              |
| --------------------- | ---------------------------------- |
| ASC Algund            | Lagundo (BZ)                       |
| SSV Bozen Loacker B   | Bolzano                            |
| SSV Brixen Handball B | Bressanone (BZ)                    |
| Sparer Eppan B        | Appiano sulla strada del vino (BZ) |
| SC Meran Alperia B    | Merano (BZ)                        |
| Handball Mori         | Mori (TN)                          |
| Pallamano Mezzocorona | Mezzocorona (TN)                   |
| Pallamano Pressano B  | Lavis (TN)                         |

#### Classifica
Fonte: sito ufficiale FIGH
|  | Pos. | Squadra     | Pt | G  | V  | N | S  | GF  | GS  | D    | Note       |
|  | ---- | ----------- | -- | -- | -- | - | -- | --- | --- | ---- | ---------- |
|  | 1.   | Algund      | 24 | 14 | 12 | 0 | 2  | 463 | 285 | +178 | Promozione |
|  | 2.   | Bozen B     | 24 | 14 | 11 | 2 | 1  | 499 | 378 | +121 |            |
|  | 3.   | Pressano B  | 21 | 14 | 10 | 1 | 3  | 457 | 353 | +104 |            |
|  | 4.   | Brixen B    | 19 | 14 | 9  | 1 | 4  | 442 | 423 | +19  |            |
|  | 5.   | Meran B     | 9  | 14 | 4  | 1 | 9  | 334 | 417 | -83  |            |
|  | 6.   | Mezzocorona | 7  | 14 | 3  | 1 | 10 | 309 | 446 | -137 |            |
|  | 7.   | Eppan       | 3  | 14 | 1  | 1 | 12 | 357 | 497 | -140 |            |
|  | 8.   | Mori (-3)   | 2  | 14 | 2  | 1 | 11 | 338 | 400 | -62  |            |

### Area 2

#### Squadre partecipanti
| Squadra               | Città                       |
| --------------------- | --------------------------- |
| Cologne B             | Cologne (BS)                |
| Crenna                | Gallarate (VA)              |
| Eagles                | Crema (CR)                  |
| Molteno B             | Molteno (LC)                |
| Palazzolo B           | Palazzolo sull'Oglio (BS)   |
| Polisportiva Ferrarin | San Donato Milanese (MI)    |
| San Martino           | San Martino Siccomario (PV) |
| Valpellice            | Cavour (TO)                 |
| Polisportiva Vigevano | Vigevano (PV)               |

#### Classifica
Fonte: sito ufficiale FIGH
|  | Pos. | Squadra     | Pt | G  | V  | N | S  | GF  | GS  | D    | Note       |
|  | ---- | ----------- | -- | -- | -- | - | -- | --- | --- | ---- | ---------- |
|  | 1.   | Ferrarin    | 31 | 16 | 15 | 1 | 0  | 502 | 351 | +151 | Promozione |
|  | 2.   | Crenna      | 26 | 16 | 12 | 2 | 2  | 490 | 377 | +113 |            |
|  | 3.   | Cologne B   | 26 | 16 | 13 | 0 | 3  | 486 | 375 | +111 |            |
|  | 4.   | Valpellice  | 16 | 16 | 8  | 3 | 5  | 495 | 460 | +35  |            |
|  | 5.   | Molteno B   | 15 | 16 | 7  | 1 | 8  | 449 | 434 | +15  |            |
|  | 6.   | Vigevano    | 11 | 16 | 5  | 1 | 10 | 451 | 465 | -14  |            |
|  | 7.   | San Martino | 8  | 16 | 4  | 0 | 12 | 441 | 456 | -15  |            |
|  | 8.   | Palazzolo B | 8  | 16 | 4  | 0 | 12 | 379 | 444 | -65  |            |
|  | 9.   | Eagles (-3) | -3 | 16 | 0  | 0 | 16 | 380 | 711 | -331 |            |

### Area 3

#### Squadre partecipanti
| Squadra                  | Città                    |
| ------------------------ | ------------------------ |
| Pallamano Cellini Padova | Padova                   |
| CUS Venezia              | Venezia                  |
| Camisano                 | Camisano Vicentino (VI)  |
| Handball Malo B          | Malo (VI)                |
| Pallamano Musile 2006    | Musile di Piave (VE)     |
| Handball Oderzo          | Oderzo (TV)              |
| Paese                    | Paese (TV)               |
| Balladoro Povegliano     | Povegliano Veronese (VR) |
| Unione Sportiva Torri B  | Torri di Quartesolo (VI) |
| Pallamano Scuola Vicenza | Vicenza                  |

#### Classifica
Fonte: sito ufficiale FIGH
|  | Pos. | Squadra              | Pt | G  | V  | N | S  | GF  | GS  | D    | Note       |
|  | ---- | -------------------- | -- | -- | -- | - | -- | --- | --- | ---- | ---------- |
|  | 1.   | Camisano             | 30 | 18 | 15 | 0 | 3  | 507 | 423 | +84  | Promozione |
|  | 2.   | Paese                | 29 | 18 | 14 | 1 | 3  | 554 | 447 | +107 |            |
|  | 3.   | Malo B               | 26 | 18 | 11 | 4 | 3  | 535 | 442 | +93  |            |
|  | 4.   | Oderzo               | 19 | 18 | 9  | 1 | 8  | 493 | 457 | +36  |            |
|  | 5.   | Musile               | 19 | 18 | 9  | 1 | 8  | 457 | 480 | -23  |            |
|  | 6.   | CUS Venezia          | 18 | 18 | 9  | 0 | 9  | 549 | 522 | +27  |            |
|  | 7.   | Cellini (-3)         | 16 | 18 | 9  | 1 | 8  | 526 | 492 | +34  |            |
|  | 8.   | Torri B              | 10 | 18 | 5  | 0 | 13 | 467 | 526 | -59  |            |
|  | 9.   | Balladoro Povegliano | 10 | 18 | 5  | 0 | 13 | 457 | 566 | -109 |            |
|  | 10.  | Vicenza              | 0  | 18 | 0  | 0 | 18 | 381 | 571 | -190 |            |

### Area 4

#### Squadre partecipanti
| Squadra                    | Città                      |
| -------------------------- | -------------------------- |
| Carpine                    | Carpi (MO)                 |
| Handball Estense           | Ferrara                    |
| Pallamano Faenza           | Faenza (RA)                |
| Ferrara United             | Ferrara                    |
| Handball Club Imola        | Imola (BO)                 |
| Pallamano Romagna B        | Imola (BO)                 |
| Scuola Pallamano Modena    | Modena                     |
| Pallamano Parma            | Parma                      |
| Rapid Nonantola            | Nonantola (MO)             |
| Pallamano 85 San Lazzaro B | San Lazzaro di Savena (BO) |
| Secchia Rubiera B          | Rubiera (RE)               |
| Sportinsieme A.S.D.        | Castellarano (RE)          |
| Pallamano Valsamoggia      | Bazzano (BO)               |

#### Classifica
Fonte: sito ufficiale FIGH
|  | Pos. | Squadra           | Pt | G  | V  | N | S  | GF  | GS  | D    | Note    |
|  | ---- | ----------------- | -- | -- | -- | - | -- | --- | --- | ---- | ------- |
|  | 1.   | Ferrara Utd       | 40 | 24 | 19 | 2 | 3  | 703 | 558 | +145 | Playoff |
|  | 2.   | Parma             | 38 | 24 | 17 | 4 | 3  | 707 | 546 | +161 | Playoff |
|  | 3.   | Carpine           | 37 | 24 | 18 | 1 | 5  | 662 | 582 | +80  | Playoff |
|  | 4.   | San Lazzaro B     | 36 | 24 | 17 | 2 | 5  | 736 | 618 | +118 | Playoff |
|  | 5.   | Secchia Rubiera B | 31 | 24 | 15 | 1 | 8  | 721 | 655 | +66  |         |
|  | 6.   | Estense (-6)      | 27 | 24 | 16 | 1 | 7  | 719 | 678 | +41  |         |
|  | 7.   | Rapid Nonantola   | 25 | 24 | 12 | 1 | 11 | 721 | 707 | +14  |         |
|  | 8.   | Faenza            | 24 | 24 | 12 | 0 | 12 | 708 | 688 | +20  |         |
|  | 9.   | Modena B          | 12 | 24 | 6  | 0 | 18 | 670 | 795 | -125 |         |
|  | 10.  | Imola (-5)        | 9  | 24 | 6  | 2 | 16 | 610 | 693 | -83  |         |
|  | 11.  | Valsamoggia (-3)  | 9  | 24 | 6  | 0 | 18 | 650 | 759 | -109 |         |
|  | 12.  | Romagna B         | 7  | 24 | 3  | 1 | 20 | 542 | 648 | -106 |         |
|  | 13.  | Sportinsieme (-3) | 0  | 24 | 1  | 1 | 22 | 553 | 775 | -222 |         |

#### Playoff

##### Semifinali
| Squadra 1   | Squadra 2     | Risultato             |
| ----------- | ------------- | --------------------- |
| Ferrara Utd | San Lazzaro B | Ferrara, 18 mag. 2024 |
| Ferrara Utd | San Lazzaro B | 27-26                 |
| Parma       | Carpine       | Ferrara, 18 mag. 2024 |
| Parma       | Carpine       | 29-26                 |

##### Finale 3º posto
| Squadra 1     | Squadra 2 | Risultato             |
| ------------- | --------- | --------------------- |
| San Lazzaro B | Carpine   | Ferrara, 19 mag. 2024 |
| San Lazzaro B | Carpine   | 32-33                 |

##### Finale
| Squadra 1 | Squadra 2   | Risultato             |
| --------- | ----------- | --------------------- |
| Parma     | Ferrara Utd | Ferrara, 19 mag. 2024 |
| Parma     | Ferrara Utd | 32-30                 |

### Area 5

#### Squadre partecipanti
| Squadra                 | Città                     |
| ----------------------- | ------------------------- |
| Carrarese               | Carrara                   |
| Pallamano Grosseto      | Grosseto                  |
| Medicea                 | Poggio a Caiano PO        |
| Pallamano Montecarlo    | Montecarlo (LU)           |
| Olimpic Massa Marittima | Massa Marittima (GR)      |
| Mugello Handball UTD    | Borgo San Lorenzo (FI)    |
| Pallamano Tavarnelle B  | Barberino Tavarnelle (FI) |

#### Classifica
Fonte: sito ufficiale FIGH
|  | Pos. | Squadra      | Pt | G  | V  | N | S  | GF  | GS  | D   | Note    |
|  | ---- | ------------ | -- | -- | -- | - | -- | --- | --- | --- | ------- |
|  | 1.   | Grosseto     | 20 | 12 | 10 | 0 | 2  | 399 | 339 | +60 | Playoff |
|  | 2.   | Olimpic M.M. | 14 | 12 | 7  | 0 | 5  | 378 | 366 | +12 | Playoff |
|  | 3.   | Mugello Utd  | 14 | 12 | 7  | 0 | 5  | 323 | 326 | -3  | Playoff |
|  | 4.   | Medicea      | 13 | 12 | 6  | 1 | 5  | 320 | 290 | +30 | Playoff |
|  | 5.   | Carrarese    | 12 | 12 | 5  | 2 | 5  | 345 | 341 | +4  |         |
|  | 6.   | Montecarlo   | 7  | 12 | 3  | 1 | 8  | 300 | 361 | -61 |         |
|  | 7.   | Tavarnelle B | 4  | 12 | 2  | 0 | 10 | 285 | 327 | -42 |         |

#### Playoff

##### Semifinali
| Squadra 1 | Squadra 2     | Risultato             |
| --------- | ------------- | --------------------- |
| Mugello   | Olimipic M.M. | Grosseto, 4 mag. 2024 |
| Mugello   | Olimipic M.M. | 27-32                 |
| Medicea   | Grosseto      | Grosseto, 4 mag. 2024 |
| Medicea   | Grosseto      | 21-24                 |

##### Finale 3º posto
| Squadra 1 | Squadra 2 | Risultato              |
| --------- | --------- | ---------------------- |
| Mugello   | Medicea   | Grosseto, 11 mag. 2024 |
| Mugello   | Medicea   | 23-27                  |

##### Finale
| Squadra 1    | Squadra 2 | Risultato              |
| ------------ | --------- | ---------------------- |
| Olimpic M.M. | Grosseto  | Grosseto, 11 mag. 2024 |
| Olimpic M.M. | Grosseto  | 30-36                  |

### Area 6

#### Squadre partecipanti
| Squadra                     | Città                    |
| --------------------------- | ------------------------ |
| Pallamano Camerano B        | Camerano (AN)            |
| Pallamano Chieti B          | Chieti                   |
| Polisportiva Cingoli B      | Cingoli (MC)             |
| Pallamano Città Sant'Angelo | Città Sant'Angelo (PE)   |
| CUS Ancona                  | Ancona                   |
| Pallamano Falconara         | Falconara Marittima (AN) |
| Lions Teramo B              | Teramo                   |
| Handball Club Pescara B     | Pescara                  |

#### Classifica

##### Regular Season
Fonte: sito ufficiale FIGH
|  | Pos. | Squadra           | Pt | G  | V  | N | S  | GF  | GS  | D    | Note     |
|  | ---- | ----------------- | -- | -- | -- | - | -- | --- | --- | ---- | -------- |
|  | 1.   | Camerano B        | 18 | 12 | 8  | 2 | 2  | 408 | 294 | +114 | Playoff  |
|  | 2.   | CUS Ancona (-3)   | 17 | 12 | 10 | 0 | 2  | 396 | 294 | +102 | Playoff  |
|  | 3.   | Città Sant'Angelo | 16 | 16 | 8  | 0 | 4  | 338 | 316 | +22  | Playoff  |
|  | 4.   | Cingoli B         | 13 | 16 | 6  | 1 | 5  | 385 | 276 | +109 | Playoff  |
|  | 5.   | Chieti B          | 8  | 12 | 4  | 0 | 8  | 358 | 372 | -14  |          |
|  | 6.   | Falconara         | 7  | 12 | 3  | 1 | 8  | 322 | 388 | -66  |          |
|  | 7.   | Pescara B         | 2  | 12 | 1  | 0 | 11 | 249 | 516 | -267 |          |
|  | 8.   | Lions Teramo B    | 0  | 0  | 0  | 0 | 0  | 0   | 0   | +0   | Ritirata |

#### Playoff

##### Quarti di finale
| Squadra 1         | Squadra 2  | Gara 1                          | Gara 2                |
| ----------------- | ---------- | ------------------------------- | --------------------- |
| Camerano B        | Cingoli B  | Camerano, 11 mag. 2024          | Cingoli, 19 mag. 2024 |
| Camerano B        | Cingoli B  | 47-32                           | 36-34                 |
| Città Sant'Angelo | CUS Ancona | Città Sant'Angelo, 11 mag. 2024 | Ancona, 18 mag. 2024  |
| Città Sant'Angelo | CUS Ancona | 22-25                           | 24-30                 |

##### Finale 3º posto
| Squadra 1         | Squadra 2 | Risultato                       |
| ----------------- | --------- | ------------------------------- |
| Città Sant'Angelo | Cingoli B | Città Sant'Angelo, 25 mag. 2024 |
| Città Sant'Angelo | Cingoli B | 30-33                           |

##### Finale
| Squadra 1  | Squadra 2  | Risultato              |
| ---------- | ---------- | ---------------------- |
| Camerano B | CUS Ancona | Camerano, 25 mag. 2024 |
| Camerano B | CUS Ancona | 26-24                  |

### Area 7

#### Squadre partecipanti
| Squadra                 | Città      |
| ----------------------- | ---------- |
| Pallamano Benevento     | Benevento  |
| Banca popolare di Fondi | Fondi (LT) |
| Sporting Club Gaeta     | Gaeta (LT) |
| Genea Lanzara B         | Salerno    |
| HandRoma                | Roma       |
| Sannio HC               | Benevento  |

#### Classifica
Fonte: sito ufficiale FIGH
|  | Pos. | Squadra                 | Pt | G  | V | N | S | GF  | GS  | D   | Note       |
|  | ---- | ----------------------- | -- | -- | - | - | - | --- | --- | --- | ---------- |
|  | 1.   | Banca popolare di Fondi | 15 | 10 | 7 | 1 | 2 | 285 | 258 | +27 | Promozione |
|  | 2.   | SC Gaeta                | 14 | 10 | 5 | 4 | 1 | 229 | 198 | +31 |            |
|  | 3.   | HandRoma                | 10 | 10 | 4 | 2 | 4 | 269 | 274 | -5  |            |
|  | 4.   | Benevento               | 9  | 10 | 4 | 1 | 5 | 231 | 222 | +9  |            |
|  | 5.   | Lanzara B               | 8  | 10 | 3 | 2 | 5 | 252 | 278 | -26 |            |
|  | 6.   | Sannio                  | 4  | 10 | 2 | 0 | 8 | 243 | 279 | -36 |            |

### Area 8

#### Squadre partecipanti
| Squadra               | Città          |
| --------------------- | -------------- |
| Pallamano Crotone     | Crotone        |
| Fasano                | Fasano (BR)    |
| Fidelis Andria        | Andria         |
| Joker Putignano       | Putignano (BA) |
| Innotech Serra Fasano | Fasano (BR)    |

#### Classifica
Fonte: sito ufficiale FIGH
|  | Pos. | Squadra               | Pt | G  | V  | N | S  | GF  | GS  | D    | Note       |
|  | ---- | --------------------- | -- | -- | -- | - | -- | --- | --- | ---- | ---------- |
|  | 1.   | Innotech Serra Fasano | 23 | 12 | 11 | 1 | 0  | 312 | 216 | +96  | Promozione |
|  | 2.   | Fidelis Andria        | 19 | 12 | 9  | 1 | 2  | 363 | 249 | +114 |            |
|  | 3.   | Joker Putignano       | 10 | 12 | 5  | 0 | 7  | 281 | 273 | +8   |            |
|  | 4.   | Fasano                | 6  | 12 | 3  | 0 | 9  | 287 | 373 | -86  |            |
|  | 5.   | Crotone               | 2  | 12 | 1  | 0 | 11 | 245 | 377 | -132 |            |

### Area 9

#### Squadre partecipanti
| Squadra                 | Città           |
| ----------------------- | --------------- |
| ASD Albatro Siracusa B  | Siracusa        |
| Aretusa                 | Siracusa        |
| Aetna Mascalucia        | Mascalucia (CT) |
| Pallamano Alcamo        | Alcamo (TP)     |
| CUS Palermo Pallamano B | Palermo         |
| Girgenti                | Agrigento       |
| Autosicura Marsala      | Marsala (TP)    |
| Beach Team Messina      | Messina         |
| Andimoda Ragusa         | Ragusa          |
| Agriblu Scicli          | Scicli (RG)     |
| Scicli Social Club      | Scicli (RG)     |
| PGS Villaurea           | Palermo         |

#### Classifica
Fonte: sito ufficiale FIGH
|  | Pos. | Squadra              | Pt | G  | V  | N | S  | GF  | GS  | D    | Note       |
|  | ---- | -------------------- | -- | -- | -- | - | -- | --- | --- | ---- | ---------- |
|  | 1.   | Alcamo               | 39 | 22 | 19 | 1 | 2  | 774 | 559 | +215 | Promozione |
|  | 2.   | Girgenti             | 37 | 22 | 18 | 1 | 3  | 781 | 620 | +161 |            |
|  | 3.   | Aretusa              | 36 | 22 | 18 | 0 | 4  | 712 | 605 | +107 |            |
|  | 4.   | Autosicura Marsala   | 30 | 22 | 15 | 0 | 7  | 727 | 644 | +63  |            |
|  | 5.   | Messina              | 27 | 22 | 13 | 1 | 8  | 729 | 664 | +65  |            |
|  | 6.   | Aetna Mascalucia     | 22 | 22 | 10 | 2 | 10 | 704 | 687 | +17  |            |
|  | 7.   | Scicli Social Club   | 20 | 22 | 10 | 0 | 12 | 665 | 663 | +2   |            |
|  | 8.   | Villaurea            | 17 | 22 | 8  | 1 | 13 | 533 | 620 | -87  |            |
|  | 9.   | Albatro B            | 12 | 22 | 6  | 0 | 16 | 671 | 778 | -107 |            |
|  | 10.  | Agriblu Scicli       | 10 | 22 | 4  | 2 | 16 | 595 | 735 | -140 |            |
|  | 11.  | Andimoda Ragusa (-3) | 7  | 22 | 5  | 0 | 17 | 659 | 774 | -115 |            |
|  | 12.  | CUS Palermo B        | 4  | 22 | 2  | 0 | 20 | 581 | 782 | -201 |            |